# Fer-de-lance (roman)
Pour les articles homonymes, voir Fer de lance.
Fer-de-lance —  Fer-de-Lance  dans l'édition originale américaine — est un roman policier américain de Rex Stout, publié en 1934. C’est le premier roman de la série policière ayant pour héros Nero Wolfe et son assistant Archie Goodwin. Le titre français, identique au titre original, est le nom français donné à une vipère au venin très actif d’Amérique du Sud, le fer de lance commun (Bothrops atrox).

## Historique
Le roman paraît en octobre 1934. Son succès immédiat suscite la publication d’une version abrégée sous forme de feuilleton dans The American Magazine en novembre 1934 sous le titre Point of Death.

## Personnages
- Nero Wolfe : détective privé
- Archie Goodwin : assistant de Nero Wolfe et narrateur du récit
- Carlo Maffei : ouvrier métallurgiste italo-américain disparu
- Maria Maffei : sœur de Carlo Maffei
- Peter Oliver Barstow : recteur universitaire décédé
- Lawrence Barstow : fils de Peter Oliver Barstow
- Ellen Barstow : veuve de Peter Oliver Barstow
- Sarah Barstow : fille de Peter Oliver Barstow
- E. D. Kimball : courtier en grains
- Manuel Kimball : aviateur et fils de E.D. Kimball
- Dr. Nathaniel Bradford : docteur de la famille Barstow et ami d’enfance de Peter Oliver Barstow
- Anna Fiore : femme de ménage de Carlo Maffei
- Saul Panzer, Fred Durkin, Orrie Cather et Bill Gore : détectives à l’emploi de Nero Wolfe

## Résumé
Lors de la proclamation du XXIe amendement de la Constitution des États-Unis et la fin de la période de la Prohibition, Nero Wolfe, qui cherche à réduire sa consommation d’alcool, est surpris par le nombre de marques de bière apparues depuis peu sur le marché. Pour trouver la meilleure, il s’astreint à goûter et comparer les quarante-neuf bouteilles que son cuisinier Fritz lui a rapportées. Il est plongé dans cette tâche, le mercredi 7 juin 1933, quand il reçoit une cliente, Maria Maffei, qui lui demande de retrouver son frère Carlo, un ouvrier métallurgiste. Bien que cette affaire ne soit guère dans les cordes de son agence, Wolfe ne peut se permettre de refuser la somme d’argent qu’on lui propose. Il met sur l’enquête Archie Goodwin qui retrouve Anna Fiore, une femme de ménage témoin d’un appel téléphonique reçu par Carlo peu avant sa disparition, qui révèle aussi l’intérêt de ce dernier pour un entrefilet, paru dans le New York Times, annonçant la mort du recteur universitaire Peter Oliver Barstow.
Après la découverte du corps de Carlo, poignardé dans le dos, Wolfe se renseigne sur les circonstances entourant la mort de Barstow sur un terrain de golf. Il en vient à supposer qu’il a été empoisonné, ce que confirme une autopsie. Les efforts d’Archie Goddwin vont donc se concentrer sur la famille Barstow et ceux qui étaient sur le terrain de golf le jour du meurtre. Tout conduit Manuel Barstow, le fils du recteur. Wolfe est sur la bonne piste quand il vient près d’être mordu dans son propre bureau par un fer de lance commun...

## Éditions
Édition originale en anglais
- (en) Rex Stout, Fer-de-Lance, New York, Farrar & Rinehart, 1934

Éditions françaises
- (fr) Rex Stout (auteur) et Edmond Michel-Tyl (traducteur), Fer-de-Lance [«  Fer-de-Lance »], Paris, Éditions Gallimard, coll. « Le Scarabée d’Or no 6 », 1936, 251 p. (BNF 31411483)
- (fr) Rex Stout (auteur) et Edmond Michel-Tyl (traducteur), Fer-de-Lance [«  Fer-de-Lance »], Paris, Union générale d’éditions, coll. « 10/18 no 1966 », 1988, 251 p. (BNF 31989641)
- (fr) Rex Stout (auteur) et Pascal Aubin (traducteur) (trad. de l'anglais), Fer-de-lance [« Fer-de-lance »], « in » Rex Stout, vol. 1, Paris, Librairie des Champs-Élysées, coll. « Les Intégrales du Masque », 1996, 944 p. (ISBN 2-7024-2422-8, BNF 35852905)
  - Ce volume omnibus réunit les romans suivants dans des traductions intégrales pour la première fois en français : Fer-de-lance, Les Compagnons de la peur, La Bande élastique, La Cassette rouge
- (fr) Rex Stout (auteur) et Pascal Aubin (traducteur) (trad. de l'anglais), Fer-de-lance [« Fer-de-Lance »], Paris, Éditions du Masque, coll. « Masque poche no 25 », 2013, 400 p. (ISBN 978-2-7024-4000-1, BNF 43592542)
  -  Cette édition propose la traduction de 1996 entièrement révisée.

## Adaptation cinématographique
- 1936 : Meet Nero Wolfe, film américain réalisé par Herbert J. Biberman, d’après le roman Fer-de-lance, avec Edward Arnold dans le rôle de Nero Wolfe, et Lionel Stander dans celui d’Archie Goodwin.

## Sources
- André-François Ruaud. Les Nombreuses Vies de Nero Wolfe - Un privé à New York, Lyon, Les moutons électriques, coll. Bibliothèque rouge, 2008  (ISBN 978-2-915793-51-2)
- J. Kenneth Van Dover. At Wolfe's Door: The Nero Wolfe Novels of Rex Stout, 2e édition, Milford Series, Borgo Press, 2003  (ISBN 0-918736-51-X).